# Kunašir
Kunašir (in russo Кунашир?; in giapponese: 国後島, Kunashiri-tō; che significa "isola nera" o "isola d'erba" in Lingua ainu) è la più meridionale delle isole Curili controllate dalla Russia e rivendicate dal Giappone. È situata nel Mare di Ochotsk. Amministrativamente fa parte del Južno-Kuril'skij rajon dell'oblast' di Sachalin, nel Circondario federale dell'Estremo Oriente.
Il centro principale è l'insediamento di tipo urbano di Južno-Kuril'sk, che è anche il centro amministrativo del distretto delle Curili meridionali. Južno-Kuril'sk contava 6.617 abitanti nel 2010 e si trova sulla costa orientale dell'isola.

## Geografia
L'isola si estende da nord-est a sud-ovest per una lunghezza di 123 km, ed è larga da 7 a 30 km; ha una superficie di 1.490 km². Il picco più alto è il vulcano Tjatja (1.819 m s.l.m.) che si trova nella parte nord-orientale dell'isola.
Kunašir è separata dall'isola di Iturup, che si trova 22 km a nord-est, dallo stretto di Ekaterina (пролив Екатерины); lo stretto di Nemuro (in russo Кунаширский пролив; in giapponese 根室海峡, Nemuro-kaikyō), a ovest, e lo stretto Izmeny (пролив Измены), a sud, la separano dall'isola di Hokkaidō, la cui penisola di Shiretoko si trova a una distanza di 25 km a ovest. Infine, lo stretto Južno-Kuril’skij la divide dalla piccola catena delle Curili che comprende Šikotan e le isole Chabomai.
Il fiume più lungo, il Tjatina (река Тятина), proviene dal vulcano Tjatja. I laghi maggiori, il Pesčanoe e il Gorjačee (Песчаное - Горячее), sono lagunari e si trovano nella parte meridionale dell'isola.

## Vulcani
Sull'isola ci sono 4 vulcani attivi:
- Tjatja (вулкан Тятя), alto 1.819 m, a nord-est[1].
- Ruruj (вулкан Руруй), 1.485 m, all'estremità nord dell'isola.
- Mendeleev (вулкан Менделеева) 886 m[2], nella parte centro-meridionale.
- Golovnin (вулкан Головнина) 541 m, nella parte meridionale[3].

Sono presenti molte sorgenti calde di origine vulcanica che si concentrano soprattutto sulle pendici del vulcano Mendeleev.

## Storia
Nel 1789 Kunašir è stata teatro della battaglia Menashi-Kunašir in cui gli Ainu insorsero contro i commercianti e i coloni giapponesi.
Il navigatore russo Vasilij Michajlovič Golovnin cercò di mappare ed esplorare l'isola nel 1811, ma fu arrestato dalle autorità giapponesi e trascorse due anni in prigione.
Entrata a far parte dell'URSS alla fine della seconda guerra mondiale, nel 1945, Kunašir è oggetto di disputa con il Giappone che ha sempre chiamato "Territori del Nord" le quattro isole Curili più meridionali.
Dopo il forte terremoto del 1994, e lo tsunami che seguì, buona parte della popolazione abbandonò l'isola e non vi fece più ritorno.